# Histoire des adhésifs
Les adhésifs peuvent être trouvés naturellement ou produits synthétiquement. 
Le plus ancien liant utilisé par l'humain était probablement la terre argileuse, qui servait d'enduit et de mortier de maçonnerie. Ont suivi les cires et les résines. Et plus tard encore le sang, les œufs, la caséine, les peaux et os bouillis. Vers 4000 av. J.-C. , des résines et des ciments bitumineux ont été aussi utilisés. L'Egypte antique utilise des colles à base de caséine, et probablement aussi des colles à base d'amidon, de poisson ou d'animaux. Les Goths collaient le bois avec des colles à base de blanc d'œuf et de chaux.
Pline l'Ancien évoque des placages de bois d'agrumes et l'utilisation de placages de hêtre. Entre 400 et 1500 après J.-C. environ, l’art du collage tombe en désuétude. Entre 1500 et 1700, le placage, probablement avec des colles animales, et la marqueterie connaissent un nouvel essor. Le premier brevet pour la fabrication de colle de poisson est délivré en Grande-Bretagne en 1754.  Vers 1800, en Suisse et en Allemagne, de la colle de caséine est fabriquée et commercialisée. En 1814, un brevet américain est accordé pour un adhésif à base d'os d'animaux. Au cours des cent années suivantes, des ciments de caoutchouc, des ciments de caséine résistants à l'eau, des adhésifs à base d'amidon, des résines phénoliques et des colles à base d'albumine sanguine ont suivi. Après la Seconde Guerre mondiale, les États-Unis se sont intéressés de plus en plus aux adhésifs à base de soja. En 1929, la société Th. Goldschmidt à Essen a obtenu des brevets sur des films phénoliques marquant les débuts des adhésifs de synthèse. L'innovation dans ce domaine se poursuit jusqu'à nos jours.

## Préhistoire
La première utilisation humaine de substances ressemblant à des adhésifs remonte à environ 200 000 ans, lorsque les Néandertaliens ont produit du goudron à partir de la distillation sèche de l'écorce de bouleau, utilisé pour lier des outils en pierre à des manches en bois. 

### Résines végétales
La première utilisation d'adhésifs composés a été découverte à Sibudu, en Afrique du Sud. Ici, des segments de pierre vieux de 70 000 ans qui étaient autrefois insérés dans des manches de hache ont été découverts recouverts d'un adhésif composé de gomme végétale et d'ocre rouge (oxyde de fer naturel) car l'ajout d'ocre à la gomme végétale produit un produit plus résistant et protège la gomme de la désintégration dans des conditions humides. La capacité de produire des adhésifs plus solides a permis aux humains de l'âge de pierre moyen d'attacher des segments de pierre à des bâtons dans de plus grandes variations, ce qui a conduit au développement de nouveaux outils.
Des exemples plus récents d'utilisation d'adhésifs par des humains préhistoriques ont été trouvés sur les lieux de sépulture d'anciennes tribus. Les archéologues étudiant les sites ont découvert qu'il y a environ 6 000 ans, les membres de la tribu avaient enterré leurs morts avec de la nourriture trouvée dans des pots en argile brisés réparés avec des résines d'arbres. Une autre enquête menée par des archéologues a découvert l'utilisation de ciments bitumineux pour fixer des globes oculaires en ivoire à des statues dans des temples babyloniens datant d'environ 4000 av. J.-C..

### Goudron végétaux

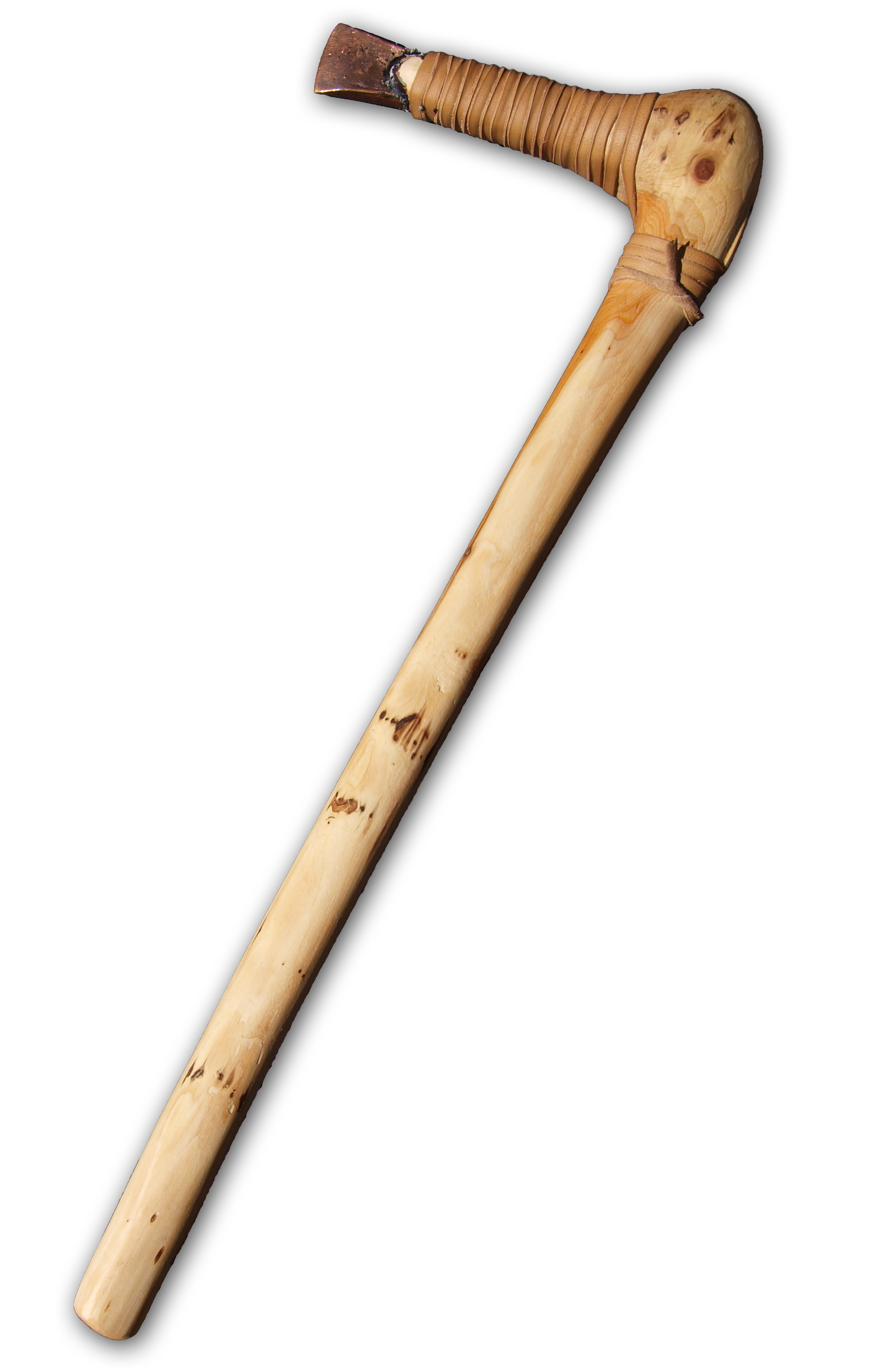
Une reconstruction de la hache d'Ötzi, qui utilisait de la poix comme adhésif.

Des éclats de pierres du Pléistocène moyen montrant des traces d'adhésif à base de goudron d'écorce de bouleau, ont été trouvés dans des dépôts alluviaux dans le centre de l'Italie, en association avec les ossements d'une jeune femelle adulte Elephas (Palaeoloxodon antiquus). On pense qu'il s'agit de la plus ancienne utilisation humaine découverte de pierres à manche de goudron (hache). Les peuples du Néolithique utilisaient le pouvoir adhésif de l'asphalte (bitume), des résines d'arbres et du goudron végétal. Dans le sud de l'Italie, des scientifiques ont découvert du goudron de bouleau collé à un outil en pierre vieux d'au moins 180 000 ans. Le goudron de bouleau a été trouvé en Saxe-Anhalt comme ciment pour les inserts de lames dans les manches (couteaux, lances), qui avait au moins 115 000 ans.
Le goudron de bouleau est un adhésif simple à un composant. Une étude de 2019 a montré que la production de goudron de bouleau peut être un processus très simple, impliquant simplement la combustion d'écorce de bouleau près de surfaces verticales lisses en plein air. Bien que suffisamment collants, les adhésifs à base de plantes sont cassants et vulnérables aux conditions environnementales. La récupération de ce goudron nécessite une transformation de l'écorce de bouleau au moyen de la chaleur, dans un processus connu sous le nom de pyrolyse.
En 2000, un article révélait la découverte d'un homme de 5 200 ans surnommé « Ötzi », qui était préservé dans un glacier près de la frontière austro-italienne. Plusieurs éléments de son équipement ont été retrouvées avec lui, dont deux flèches avec des pointes de flèche en silex et une hachette en cuivre, chacune avec des preuves de colle organique utilisée pour relier les pièces en pierre ou en métal aux tiges en bois. La colle a été analysée comme de la poix, qui nécessite le chauffage de la résine lors de sa fabrication.

### Colles animales

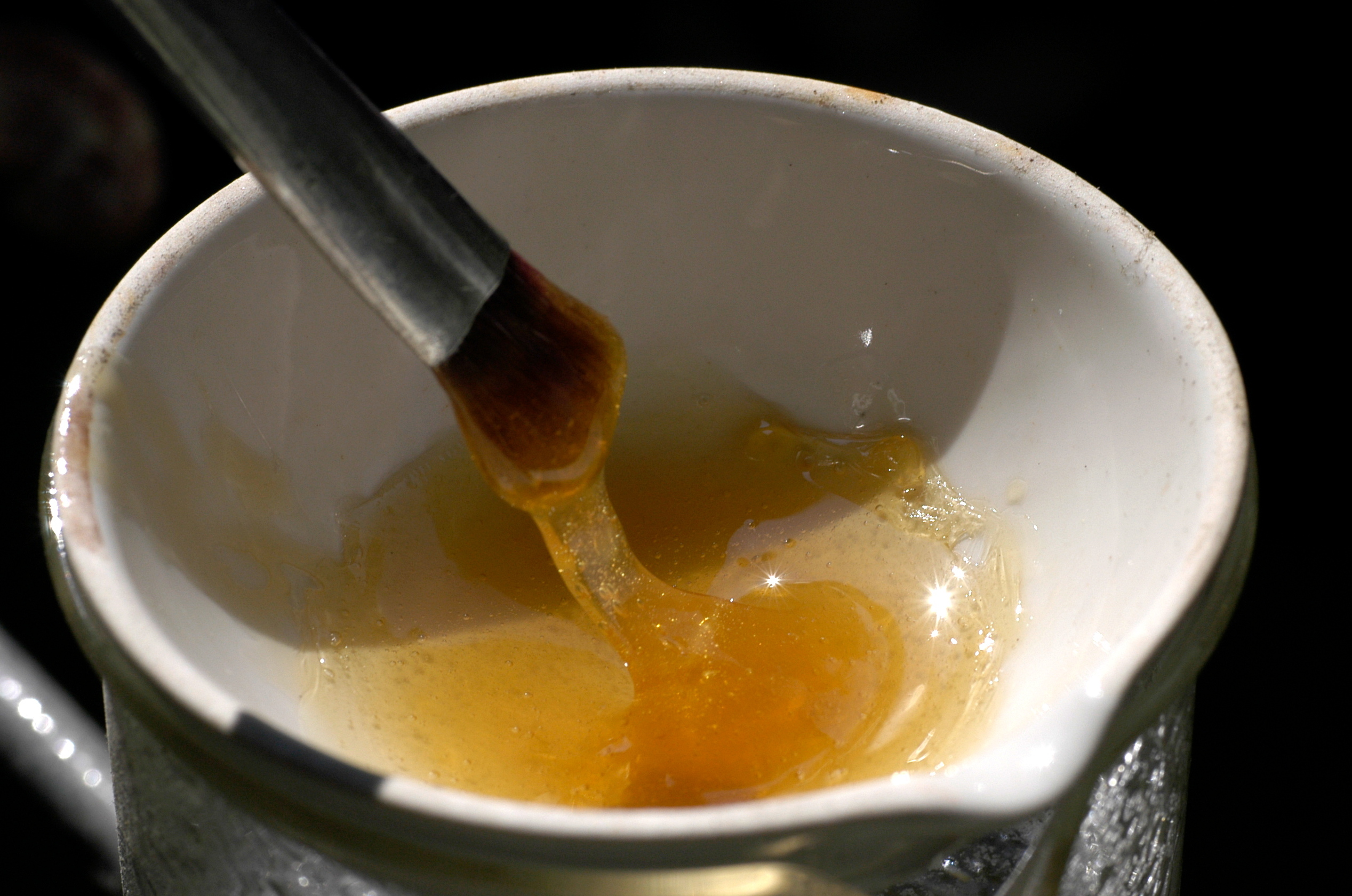
Colle animale liquide.

En 3500 av. J.-C., l'albumine animale était utilisée comme liant dans les peintures rupestres. En 2000 av. J.-C., le Proche-Orient a commencé à utiliser de la colle gélatine pour construire des meubles. Les Sumériens fabriquaient de la colle à partir de peaux d'animaux bouillies.
En Asie centrale, la montée des Mongols vers l'an 1000 peut être partiellement attribuée à la bonne portée et à la puissance des arcs des hordes de Gengis Khan. Ces arcs étaient constitués d'une âme en bambou, avec de la corne sur le ventre (face à l'archer) et du tendon sur le dos, liés avec de la colle animale.

## Antiquité
Les premières références aux adhésifs dans la littérature sont apparues autour du IIe millénaire av. J.-C.. D'autres documents historiques sur l'utilisation d'adhésifs sont trouvés à partir de la période s'étendant de 1500 à 1000 av. J.-C. Les artefacts de cette période comprennent des peintures représentant des opérations de collage du bois et un cercueil en bois et en colle dans la tombe du roi Toutankhamon.
Au moins depuis environ 1500 av. J.-C., les Égyptiens utilisaient une décoction de tendons, de cartilage et d'autres déchets animaux comme colle pour la menuiserie de placages. L'adhésif ainsi obtenu a été appliqué à chaud et a parfois survécu plus de trois millénaires, comme le prouve une plaque de la tombe de Toutankhamon. Les Égyptiens utilisaient la cire d'abeille pour le collage artisanal en la mélangeant avec de la farine de roche en poudre et en l'utilisant par exemple pour attacher des lames de rasoir en métal à leurs manches.

D'autres artefacts égyptiens anciens utilisent de la colle animale pour le collage ou le laminage. On pense que ce laminage du bois pour les arcs et les meubles a prolongé leur durée de vie et a été réalisé à l'aide de colles à base de caséine (protéine de lait). Les anciens Égyptiens ont également développé des pâtes à base d'amidon pour le collage du papyrus aux vêtements et un matériau semblable au plâtre fait de gypse calciné.

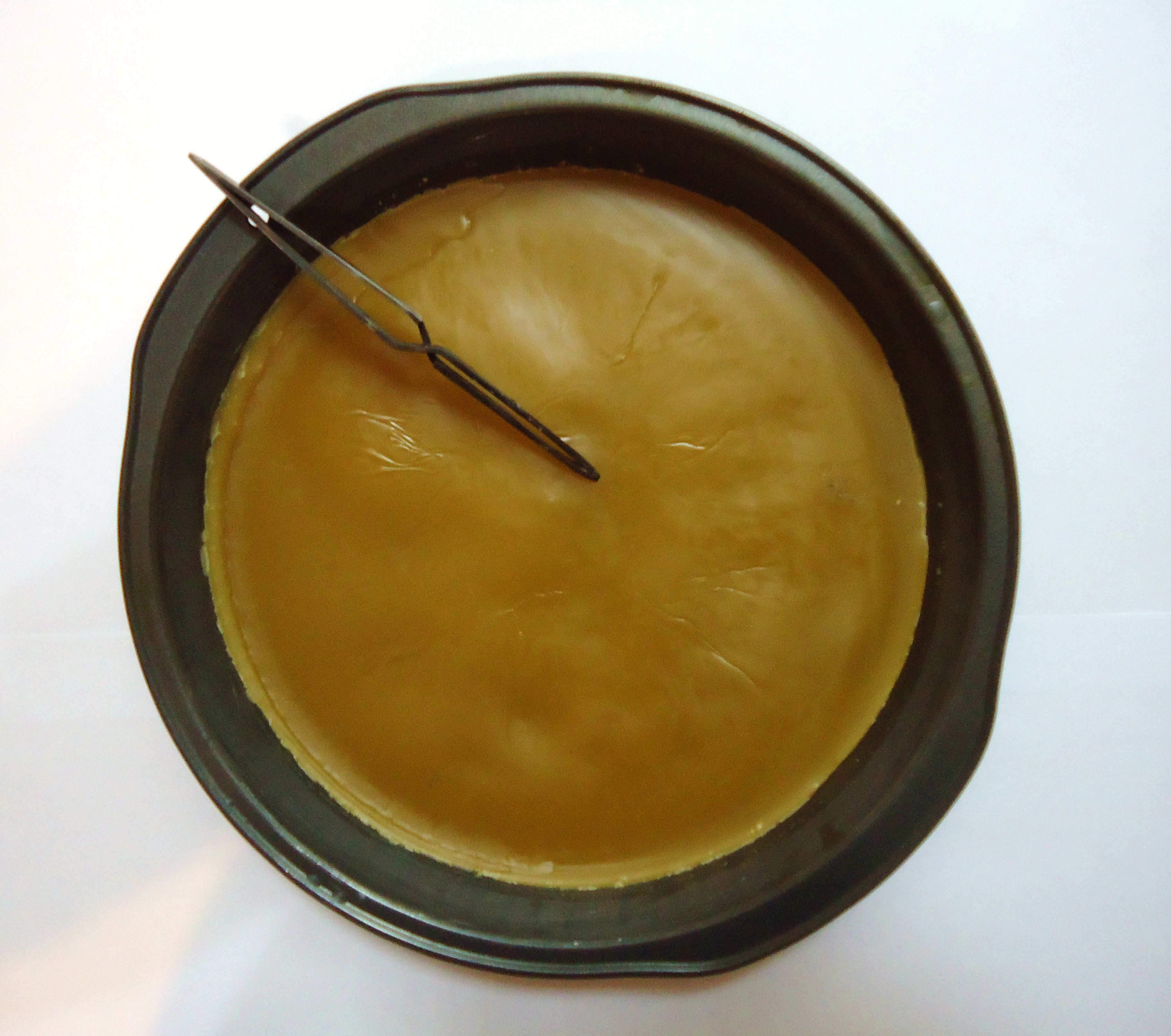
Cire d'abeille.

Dans la Grèce antique, le bouilleur de colle produisait une colle à base de protéines appelée « kolla ». Les Romains appelaient leurs colles à base de pâte de farine, de pain au levain ou de mélanges fromage-chaux « glutinum ». On dit que les Romains fabriquaient de la colle de poisson à partir de vessies natatoires environ 1 000 ans avant les Allemands.
De l'an 1 à l'an 500, les Grecs et les Romains ont grandement contribué au développement des adhésifs. Le placage de bois et la marqueterie sont développés, la production de colles animales et de poisson raffinée et d'autres matériaux utilisés. Des pâtes à base d'œufs ont été utilisées pour lier les feuilles d'or incorporant divers ingrédients naturels tels que le sang, les os, la peau, le lait, le fromage, les légumes et les céréales. Les Grecs ont commencé à utiliser la chaux éteinte comme mortier tandis que les Romains ont favorisé le développement du mortier en mélangeant de la chaux avec des cendres volcaniques et du sable. Ce matériau, connu sous le nom de ciment pouzzolanique (en) (à base de pouzzolane), a été utilisé dans la construction du Colisée et du Panthéon. Les Romains ont également été les premières personnes connues à avoir utilisé du goudron et de la cire d'abeille comme mastic et scellant entre les planches de bois de leurs bateaux et navires.

## Histoire moderne
En Europe, la colle est tombée en désuétude jusqu'à la période 1500-1700 après J.-C.
Fin du Moyen Âge, les premières usines de colle indépendantes se sont progressivement constituées en Europe, car la transformation du papier est devenue un marché en croissance après l'invention de l'imprimerie par Gutenberg. Le nombre croissant de livres devait être relié et collé avec des couvertures et des dos stables. La production de colle était parfois un travail monotone ; en allemand, pour les gens ennuyeux, on disait « Leimsieder » (chaudière à colle) ce qui était un gros mot.
Au cours de l'industrialisation, la profession connaît un essor qui va de pair avec l'industrie du meuble et du papier peint. Des méthodes de production plus efficaces ont également permis aux gens du communs, de s'offrir des meubles plus élaborés et des tapisseries élégamment fabriquées.
Début XVIIIe siècle, des ébénistes et des fabricants de meubles de renommée mondiale tels que Thomas Chippendale et Duncan Phyfe ont commencé à utiliser des adhésifs pour assembler leurs produits. En 1690, la première usine commerciale de colle a été établie aux Pays-Bas. Cette usine produisait des colles à partir de peaux d'animaux. En 1750, le premier brevet de colle britannique a été délivré pour la colle de poisson.
Les premiers timbres-poste américains utilisaient des adhésifs à base d'amidon lors de leur émission en 1847. Le premier brevet américain (no 61991) sur l'adhésif à base de dextrine (un dérivé de l'amidon) a été délivré en 1867.
Après qu'Otto Ring ait mis au point une colle de poisson prête à l'emploi « Syndetikon » en 1880 et que Ferdinand Sichel (de) ait mis au point une colle végétale du même genre en 1889, l'ère des adhésifs à base de matières premières synthétiques a commencé en 1909 avec le brevet du Belge Leo Hendrik Baekeland pour le durcissement de la résine phénolique. Chimistes, physiciens et ingénieurs se sont penchés sur les effets des forces adhésives et cohésives, ont étudié la structure macromoléculaire des adhésifs, perfectionné les matières premières connues et ont finalement trouvé le point de départ d'adhésifs synthétiques toujours plus puissants dans les résines synthétiques.
Plus tard, ces types d'adhésifs ont été utilisés dans les rubans chirurgicaux et électriques à dos en tissu. En 1925, l'industrie des bandes sensibles à la pression est née. Aujourd'hui, les notes autocollantes, le Scotch et d'autres rubans sont des exemples d'adhésifs sensibles à la pression (pressure-sensitive adhesives PSA).

### Caoutchouc
Le caoutchouc naturel a été utilisé pour la première fois comme matériau pour les adhésifs à partir de 1830, qui a marqué le point de départ de l'adhésif moderne. En 1862, un brevet britannique (numéro 3288) a été délivré pour le placage de métal avec du laiton par électrodéposition afin d'obtenir une liaison plus forte avec le caoutchouc. Le développement de l'automobile et le besoin de supports antichocs en caoutchouc nécessitaient des liaisons plus solides et plus durables de caoutchouc et de métal. Cela a stimulé le développement du caoutchouc cyclisé traité dans des acides forts. En 1927, ce processus a été utilisé pour produire des colles caoutchouc thermoplastiques à base de solvant pour le collage métal caoutchouc.
Les adhésifs collants à base de caoutchouc naturel ont été utilisés pour la première fois sur un support par Henry Day (brevet américain US3965) en 1845.

### Caséine

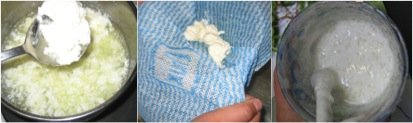
Préparation de la colle de caséine.

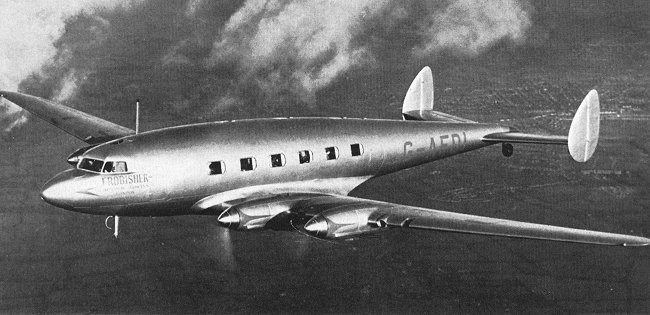
De Havilland DH.91 Albatross. Avion monocoque en bois, collé à la colle de caséine.

La caséine a probablement été utilisée pour lier le bois dans l'Égypte antique, la Grèce et Rome et peut-être aussi sur le sous-continent indien et en Chine. Des preuves solides de son utilisation en Europe remontent au Moyen Âge; l'usage de la caséine apparait dans le liber de diversis artibus du XIIe siècle de Theophilus Presbyter et pour son usage comme colle en menuiserie dans le Libro dell'arte de Cennino Cennini. En 1893, Auguste Trillat trouve le moyen d'insolubiliser la caséine en y rajoutant du formol qui garantit donc sa conservation. En 1897, la découverte est brevetée en Allemagne par Wilhelm Krische (de) et le chimiste autrichien Adolf Spitteler (de) sous le nom de galalithe. Son procédé d'obtention a été affiné au début du XXe siècle. La galathite serait le premier bioplastique.
Les colles de caséine apparaissent fin XIXe siècle, dans des usines allemandes et suisses. En 1876, le premier brevet américain (US183024) a été délivré aux frères Ross pour la production de colle de caséine. La colle a été ensuite mise au point aux États-Unis vers 1910 par le Forest Products Laboratory de Madison, dans le Wisconsin. Les premiers fabricants américains de colle de caséine étaient la Monite Company et la Borden Company, (en), dont l'une des spécialités était les produits laitiers. Toutes deux ont commencé à l'époque de la Première Guerre mondiale, lorsque le contreplaqué a commencé à trouver des utilisations industrielles, comme dans les pièces d'avion et les bâtiments. Elles seront remplacées dans leurs utilisations aéronautiques par les colles phénoliques, telles Tego film, et urée-formaldéhyde, telles Kaurit, Beetle Cement ou Aerolite, lors de la Seconde Guerre mondiale.

## DébutXXesiècle
Les premières résines utilisées par l'humain étaient des résines naturelles. Solubles dans les huiles essentielles ou grasses et dans les solvants, pouvant être modifiées par la chaleurs sous forme de poix et de brai, pouvant être moulées pour certaines lactorésines, elles ont eu de nombreuses utilisations, notamment  en construction navale et pour la peinture comme liants et vernis, pour le latex comme matériau élastique, le caoutchouc.qui va être stabilisé par vulcanisation.
Un nouveau chapitre s'ouvre avec la production des résines synthétiques. Les premières expérimentations sont faites dès 1901 pour produire des laques de résine synthétique comme substitut à la gomme laque (produit d'excrétion de la cochenille coccus lacca sur les arbres indiens riches en résine ; c'était une matière première importante, entre autres pour les vernissage des meubles). La recherche qui s'oriente vers les produits de la réaction du phénol avec du formaldéhyde conduit aux premières résines fonctionnelles de synthèses ; les deux substance polymérisent en une résine synthétique dans une réaction exothermique. Empruntant cette voie, Leo Baekeland découvre qu'après avoir retiré l'eau résultante du produit de réaction des deux composants, la masse encore molle et chaude peut être pressée dans des moules et durcie par la chaleur et la pression. Le produit résultant vendu sous le nom de « bakélite », marque le début de l'industrie du plastique. BASF en 1929 synthétise le styrène ; les années suivantes, sur les sites de Ludwigshafen et d'Oppau, débute un nouveau domaine de la chimie et de la physique : les polymères. Une série de ces composés est développée pour une production à grande échelle: composés acryliques polymères (1929), polystyrène (1930), chlorure de polyvinyle (1931), polyisobutylène (1931), éther polyvinylique (1934) et polyéthylène (1937). Les synthèses de méthanol et d'urée ouvrent la voie à la chimie des produits de condensation urée-formaldéhyde.

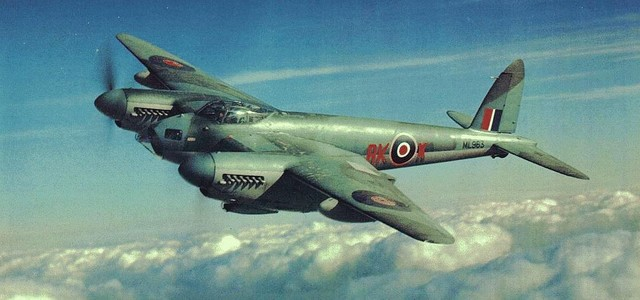
De Havilland DH98 Mosquito. Avion monocoque en bois. Les colles de caséine ont été remplacées par des colles phénoliques et urée formaldéhyde telles Tego Film, Beetle cement et Aerolite.

Les années 1920, 1930 et 1940 ont vu de grands progrès dans le développement et la production de nouveaux plastiques et résines en raison des Première et Seconde Guerres mondiales. Ces avancées ont grandement amélioré le développement des adhésifs en permettant l'utilisation de matériaux nouvellement développés qui présentaient une grande variété de propriétés. Avec des besoins changeants et une technologie en constante évolution, le développement de nouveaux adhésifs synthétiques se poursuit jusqu'à présent.
Cependant, en raison de leur faible coût, les adhésifs naturels seront encore couramment utilisés.

### Résine phénol-formaldéhyde
Une étape clé dans le développement des plastiques synthétiques a été l'introduction de la bakélite (produit de réaction entre du phénol avec du formaldéhyde, durcie par la chaleur et la pression) en 1910. En deux ans, le plastique thermodurcissable a été appliqué sur le contreplaqué comme vernis de revêtement. Au début des années 1930, les phénoles prennent de l'importance en tant que résines adhésives.
Le Tego film était une feuille adhésive, utilisée dans la fabrication de contreplaqué étanche, fabriquée par Goldschmidt (en) AG. Le film Tego était une mince feuille de papier imprégnée de résine phénolique. Elle était typiquement intercalée à sec entre les plis de contreplaqué et le tout était chauffé à une température de 100 à 150 °C et à une pression de 700 à 6 000 psi. Au Royaume-Uni, le Tego a été déclaré matériau stratégique en 1936 et Micanite and Insulators Limited, les agents britanniques de Goldscmidt AG à Essen en Allemagne, a entrepris la fabrication de ce produit pour le marché intérieur. Pour ce faire, ils ont lancé une nouvelle société — British Tego Gluefilm Limited — qui appartenait en partie à Goldschmidt. Deux nuances furent proposées : « Commercial » et « Aero » qui correspondaient aux qualités « Standard » et « Flugzeug » en Allemagne. Comme son nom l'indique, la version Aero fut utilisée pour les contreplaqués destinés principalement à l'industrie aéronautique,. Roddis Lumber and Veneer Company l'aurait importée aux États-Unis aux alentours de 1932, avec les premières presses fabriquées par Siempelkamp (de). Via le Prêt-bail de Roosevelt, des contreplaqués assemblés au film Tego ont été envoyés au Royaume-Uni dès 1941, notamment pour construire le De Havilland Mosquito,.
En 1934, Norman de Bruyne conçut le Snark, avion expérimental (en) monoplan à quatre places; pour tester des structures d'aile et de fuselage à revêtement travaillant en contreplaqué de faible poids liées à la bakélite. de Bruyne développa aussi une forme pionnière de plastique renforcé de fibres, ou plutôt de plastique renforcé de fibres naturelles adapté à la fabrication d'avions, un stratifié de mèches de lin et de papier imbibé de résine phénolique liquide et durci sous pression qu'il appela Gordon Aerolite. Mais la contribution la plus remarquable de Bruyne à l'aéronautique, fut un adhésif urée-formaldéhyde, l'Aerolite, qui sera commercialisé par la société qu'il fonde, Aero Research Limited. Aerolite rentrera dans la fabrication des contreplaqués des planeurs Airspeed Horsa (notamment fabriqué par Harris Lebus, un fabricant et grossiste de meubles basé dans l'East End de Londres) et le de Havilland DH.98 Mosquito.

### Résines urée-formaldéhyde, thiourée-formaldéhyde
L'inconvénient des résines phénol-formaldéhyde était qu'elles étaient de couleur foncée. En 1918, le chimiste tchèque Hanns John parvient à obtenir une résine transparente, par polycondensation, en remplaçant le phénol par de l'urée et en la faisant réagir avec du formaldéhyde. C'est ainsi qu'est née la première résine aminoplaste ou urée formaldéhyde. L'Autrichien Fritz Pollack améliora ce type de résine en 1921. Il remplaça en partie l'urée par la thiourée ; il produit deux brevets, AT107155B de 1921 et US1507624 de 1923;  le produit résultant sera largement utilisé pour de la vaisselle, des bouteilles et des stratifiés décoratifs.
La colle Kaurit, à base d'urée et de formaldéhyde est lancée en 1929 par IG Farben. Lui ajoutant 10 % à 20 % de bakélite moulue, Hanns Klemm crée la Klemmleim. Kaurit a commencé à gagner en popularité auprès de nombreux fabricants à la fin des années 1930 en dehors de l'Allemagne et a été commercialisé au Royaume-Uni à la fin des années 1930 sous le nom de « Beetle Cement », puis aux États-Unis.
Le Plakson par Toledo Computing Scale Company est obtenu en 1931 par moulage de résines urée formaldéhyde autour de fibres de cellulose, et sert à produire des balances grand public plus légères.

### Résines acryliques

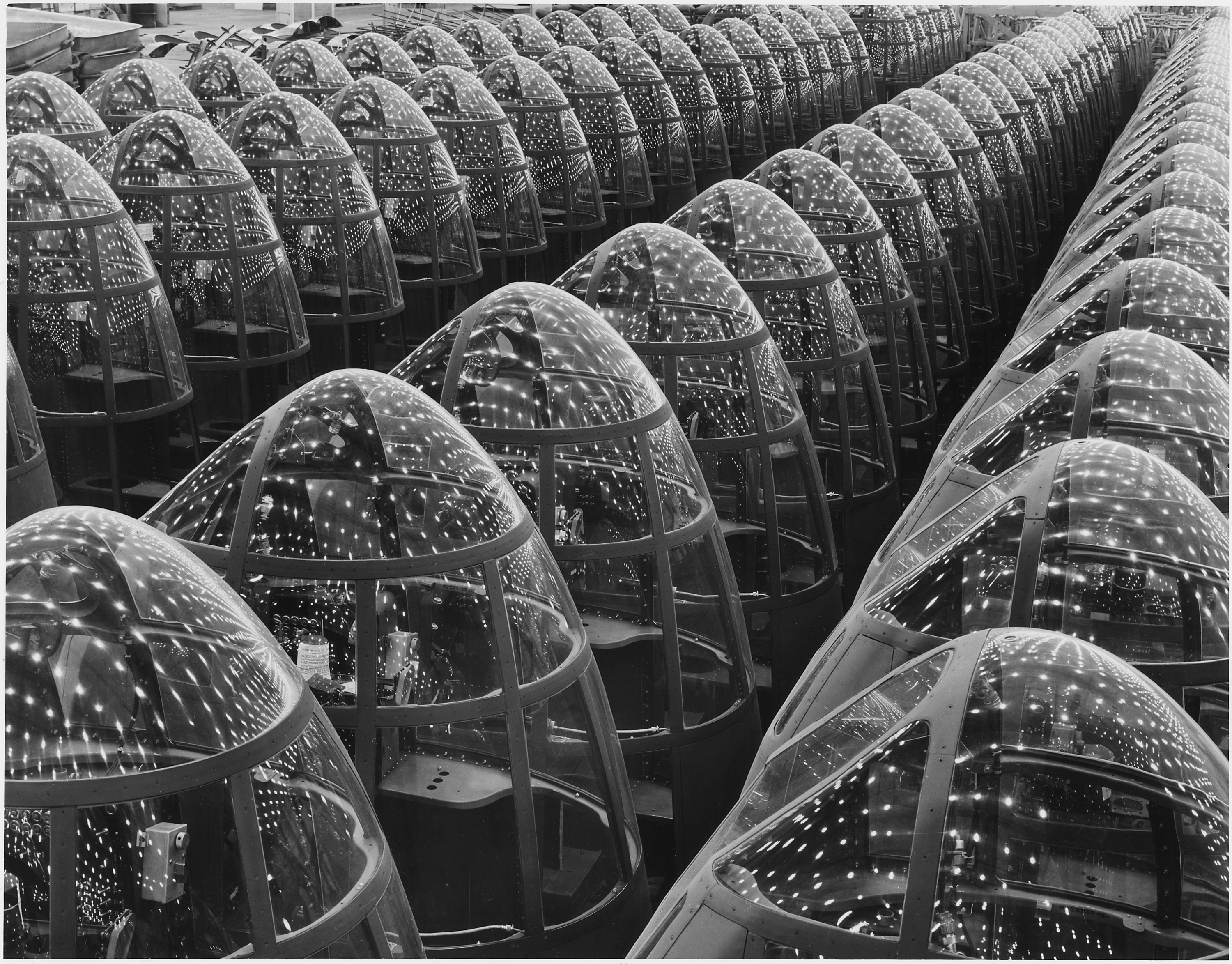
Des myriades de lumières à Long Beach, en Californie, l'usine de Douglas Aircraft Company, forment d'agréables motifs en étoile dans les fenêtres en plexiglas incassables des nez des bombardiers d'attaque A-20. Alfred T. Palmer. Octobre 1942.

Les résines d'urée et de thiourée étaient plutôt translucides que transparentes. Les résines acryliques seront suffisamment transparentes pour remplacer le verre minéral. En 1901, Otto Röhm avait publié une thèse sur la polymérisation de l'acide acrylique, pour laquelle il déposa un premier brevet en 1912. Avec l'aide du chimiste Walter Bauer, il parvint en 1920 à mettre au point un procédé économique pour synthétiser l'acide acrylique à partir de cyanohydrine d'éthylène. Il fonde en 1907 l'entreprise Otto Haas à Esslingen. Le développement et la production du polyméthacrylate de méthyle (PMMA, Plexiglas (de)) constituent une partie du succès de l'entreprise. Tout au long de la fin des années 1930 et des années 1940, les avions sont passés des verrières en verre épais à l'acrylique, en raison de la facilité avec lequel il était mis en œuvre  et de sa résistance accrue, l'acrylique offrait aux pilotes une meilleure visibilité que le verre, qui devait être monté dans des châssis opaques.

### Polyacétate de vinyle
La matière première synthétique la plus couramment utilisée à ce jour pour la fabrication des adhésifs, le polyacétate de vinyle, a été brevetée en 1914 par Rollet et Klatte. En 1928, la première production de polychlorure de vinyle (PVC) et de polyméthacrylate de méthyle a eu lieu aux États-Unis.
Dans les années 1930, la première production technique d'acétate de polyvinyle, de polystyrène et de polyacrylonitrile et la première dispersion plastique stable à base d'esters d'acide acrylique (de) et d'acétate de vinyle ont été réalisées.
Le Suisse Pierre Castan (en) a utilisé la polyaddition pour fabriquer des plastiques et a inventé les résines époxy, qu'il a brevetées en 1939. Outre le développement du premier ruban adhésif transparent, la production de la matière première polychlorobutadiène et des polyuréthanes brevetés par Bayer revêt une importance commerciale considérable pour l'industrie des adhésifs.

### Dans les contreplaqués
Avant la Première Guerre mondiale, la plupart des colles utilisées pour lier les placages en feuilles de contreplaqué sur les côtes est et ouest des États-Unis étaient des colles animales, à base principalement de sang, de peau ou d'os (compris les sabots), bien que certaines colles d'amidon aient été aussi utilisées. Les colles animales étaient surtout connues pour leur odeur désagréable. Pendant la Première Guerre mondiale, la colle à base de caséine a commencé à être utilisée, beaucoup plus efficace, lorsque le contreplaqué a commencé à trouver des utilisations industrielles, comme dans les pièces d'avion et les bâtiments.
La colle de soja développée par I.F. Laucks Company à Seattle, mais brevetée par Otis Johnson le 14 aout 1922, va s'imposet progressivement dans toutes les usines américaines. Elle était plus résistante à l'eau que les colles de caséine, mais elle était aussi meilleur marché. Mais en 1934 les colle phénoliques commencèrent lentement à remplacer la colle de soja et tout autre colle protéinique. Le contreplaqué extérieur devint une réalité pratique, ouvrant des centaines de nouveaux marchés pour le contreplaqué. La plupart des panneaux produits à la colle de soja étaient d'utilisation intérieure, car la colle de soja était résistante à l'eau, mais pas très résistante pour autant, et certainement pas étanche: la colle de soja décolorait en outre les placages en raison de sa forte alcalinité.
Le collage par presse à chaud s'était de plus en plus développé à la fin des années 1920. Après 1934, il commença à révolutionner l'industrie du contreplaqué, en partie parce que les colles de résine imperméables nécessitaient l'utilisation de la méthode de pressage à chaud pour les fixer. De nombreuses usines passèrent de la presse à froid à la presse à chaud.On estime que les deux tiers ou plus de la production de contreplaqué de sapin de Douglas en 1947 étaient aux États-Unis collée avec de la colle de soja, et donc destinés à un usage intérieur, tandis qu'un tiers était collé avec des résines phénoliques et destiné à un usage extérieur.
Le contreplaqué joua un rôle très actif et important pendant la Seconde Guerre mondiale. De nouvelles méthodes d'évaluation de la résistance et de la qualité furent développées aux États-Unis par le US Forest Products Laboratory, qui devinrent la base des spécifications fédérales et navales pour les colles de contreplaqué résistantes à l'eau.

### Dans l'aviation en bois
Les développements et progrès réalisés dans la fabrication du bois moulé et de tout autre bois d'ingénierie, doivent être mis en corrélation avec les avancés dans la fabrication des adhésifs. Les bois depuis les débuts de l'aéronautique étaient la plupart du temps assemblés par collage. L'utilisation la plus courante de la colle sur les premiers avions allait à la fabrication de contreplaqué. Le contreplaqué sera premièrement utilisé premièrement dans les avions monocoques en bois, par la suites pour des éléments de revêtement extérieur tels que les turtle decks, les bords d'attaque des ailes, les revêtements des ailes et du fuselage, les composants internes tels que les âmes de nervure et d'empennage, les âmes de longerons de voilure, les parois des réservoirs de carburant, et les surfaces intérieures. Les avions en bois collé volèrent dans une utilisation quotidienne jusque dans les années 1950 et 1960. L'utilisation du contreplaqué pendant la Première Guerre mondiale était plutôt généralisée malgré ses inconvénients. Ce n'était pas l'inflammabilité qui a agi comme facteur limitatif dans l'utilisation du contreplaqué. L'inconvénient fondamental lié à la construction en bois provenait des adhésifs couramment utilisés — les colles de caséine et d'albumine sanguine — qui étaient sujets à la détérioration par l'humidité, les champignons et l'action bactérienne ; depuis les années 1930, les défenseurs des structures d'avion en bois avait souligné ce problème, alors que le métal avait commencé à remplacer le bois comme matériau dominant.
Les premiers adhésifs employés dans l'aviation étaient des colles dérivées de protéines naturelles (colle animale et colle d'albumine sanguine principalement, par la suite colle de caséine). Plus tard sont arrivées les colles phénoliques, et dans les années 1930, les colles urée-formaldéhyde et les colles résol (résines phénoliques à durcissement alcalin), d'abord en Allemagne. La colle de caséine sera fréquemment utilisée ; durcie, elle était un peu résistante à l'eau mais se dégradait dans des conditions humides à long terme ; elle était également sensible au mouillage et au séchage répétés et sujette aux attaques fongiques lorsqu'elle était maintenue humide ; des conservateurs furent ajoutés pour empêcher les attaques fongiques, mais l'impermanence inhérente de la colle est restée un facteur déterminant tout au long de son utilisation dans les avions.
Au fur et à mesure que la chimie des polymères progressait dans les années 1930 et 1940, des adhésifs synthétiques plus solides et plus durables arrivèrent sur le marché ; tels Kaurit, Tego film en Allemagne, Beetle Cement (basée sur Kaurit), Plybond aux États-Unis et Aerolite en Angleterre, quelquefois développées par les constructeurs d'avion eux-mêmes, et qui commencèrent à supplanter les colles naturelles dans la fabrication d'avions en bois. Résistantes à l'humidité et à la pourriture, elles se prêteront à la conception de contreplaqués qui feront rattraper au bois son retard sur le métal. Le contreplaqué mêlé à des adhésifs de résine améliorés va offrir aux concepteurs et aux constructeurs d'avions un matériau qui ne se fend pas, a une bonne stabilité dimensionnelle, une résistance répartie, et une facilité de mise en œuvre pour être plié, cintré et formé.
Des appellations erronées, telles que « plastic plywood » et « plastic planes », ont été données de manière abusive à des structures de contreplaqué moulé qui étaient en fait fabriquées à partir de placages de bois collés avec un adhésif en résine synthétique. En poids, ces structures étaient probablement composées d'environ 80 % de bois et de 20 % de résine adhésive. À l'exception des variations de forme, le produit était essentiellement le même que le contreplaqué pressé à plat.
Les colles dans les processus de moulage de contreplaqué à partir de 1941 aux États-Unis seront couramment fournies par American Cyanamid, Bakelite Company, Carbide & Carbon Chemicals, Casein Co. of America, Catalin, duPont, etc.

### Utilisation pour le métal

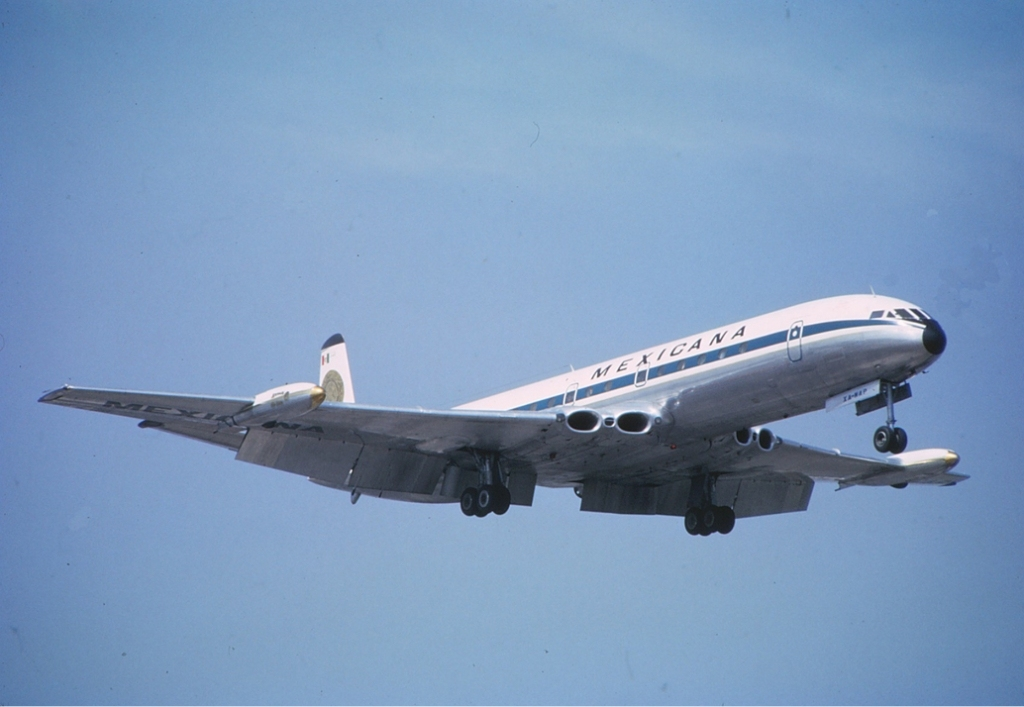
De Havilland Comet, collé au Redux.

Redux, un adhésif métal sur bois, métal sur métal phénol-formaldéhyde/polyvinyl-formal développé par Aero Research Limited dans les années 1940, va être utilisé dans le collage de nombreux avions ; très largement pour les fuselages et les ailes du De Havilland Comet, le premier avion de ligne à réaction de l'histoire de l'aviation civile. Le mince revêtement métallique du Comet, composé de nouveaux alliages perfectionnés, est à la fois riveté et collé. La colle permet d'économiser sur le poids de l'avion, elle réduit le risque de propagation de fissures et de fatigue depuis les rivets, elle a aussi l'avantage de simplifier le processus de construction,.

## Seconde moitié duXXesiècle
Lorsque la production d'adhésifs anaérobies et cyanoacrylates a été lancée en 1960, l'industrie des adhésifs a fait une percée décisive dans le domaine des composés métalliques et plastiques.
Avec la découverte des premiers adhésifs polyimides résistants à la température et des polyuréthanes durcissant à l'humidité dans les années 1970, il y a eu un développement rapide dans la chimie des polyuréthanes avec une large gamme de formulations à 1 et 2 composants, des formulations d'acrylate durcissant à la lumière UV et le développement des polymères MS. Les adhésifs thermofusibles réactifs et les adhésifs à conductivité anisotrope sont les plus grandes réalisations des années 1980.
À partir de 1990, se développement des adhésifs à mécanismes de durcissement multiples (par ex Rayonnement UV, humidité, accès à l'oxygène). Les prépolymères de polyuréthane à réticulation silane (S-PUR) développés en 1995 présentent un meilleur équilibre entre réactivité et stabilité au stockage, aucune formation de bulles lors du durcissement et n'ont plus de mécanisme de réaction à base d'isocyanate. En 2000, le développement de systèmes adhésifs amovibles pour la réparation et le recyclage a commencé, basé sur les méthodes de changement de température, de tension, de courant et de pH.
D'autres opportunités de croissance peuvent être identifiées pour l'avenir. Les raisons en sont l'hypothèse de fonctions supplémentaires qui étaient auparavant prises en charge par d'autres matériaux, la construction de plus en plus légère et, enfin et surtout, la miniaturisation des composants électroniques.

### Les cyanoacrylates
Les cyanoacrylates ont premièrement été expérimentés par Harry W. Coover (en) pendant la seconde Guerre Mondiale chez Kodak ; ses recherches visaient à trouver un moyen de fabriquer un plastique transparent qui pourrait être utilisé pour les viseurs de précision pour les soldats. Kodak pendant la Première Guerre Mondiale avait fourni des caméras pour le USASC; à l'US Navy, de l'acétate de cellulose pour les enduits de tension pour les revêtements en tissu aéronautique, et des oculaires incassables en celluloïd pour les masques à gaz. Lorsque l'Amérique est de nouveau entrée en guerre en 1941, Kodak s'est joint à l'effort de guerre et a commencé à concocter de nouveaux plastiques et produits chimiques pour l'armée. Coover, y était étudiant alors qu'il terminait ses études à l'Université Cornell. En condensant le formaldéhyde et le cyanoacétate, Coover a créé des monomères de cyanoacrylate; qui se sont rapidement liés à eux-mêmes en présence d'humidité, créant de longues chaînes de polymères qui se sont durcies en un plastique transparent.

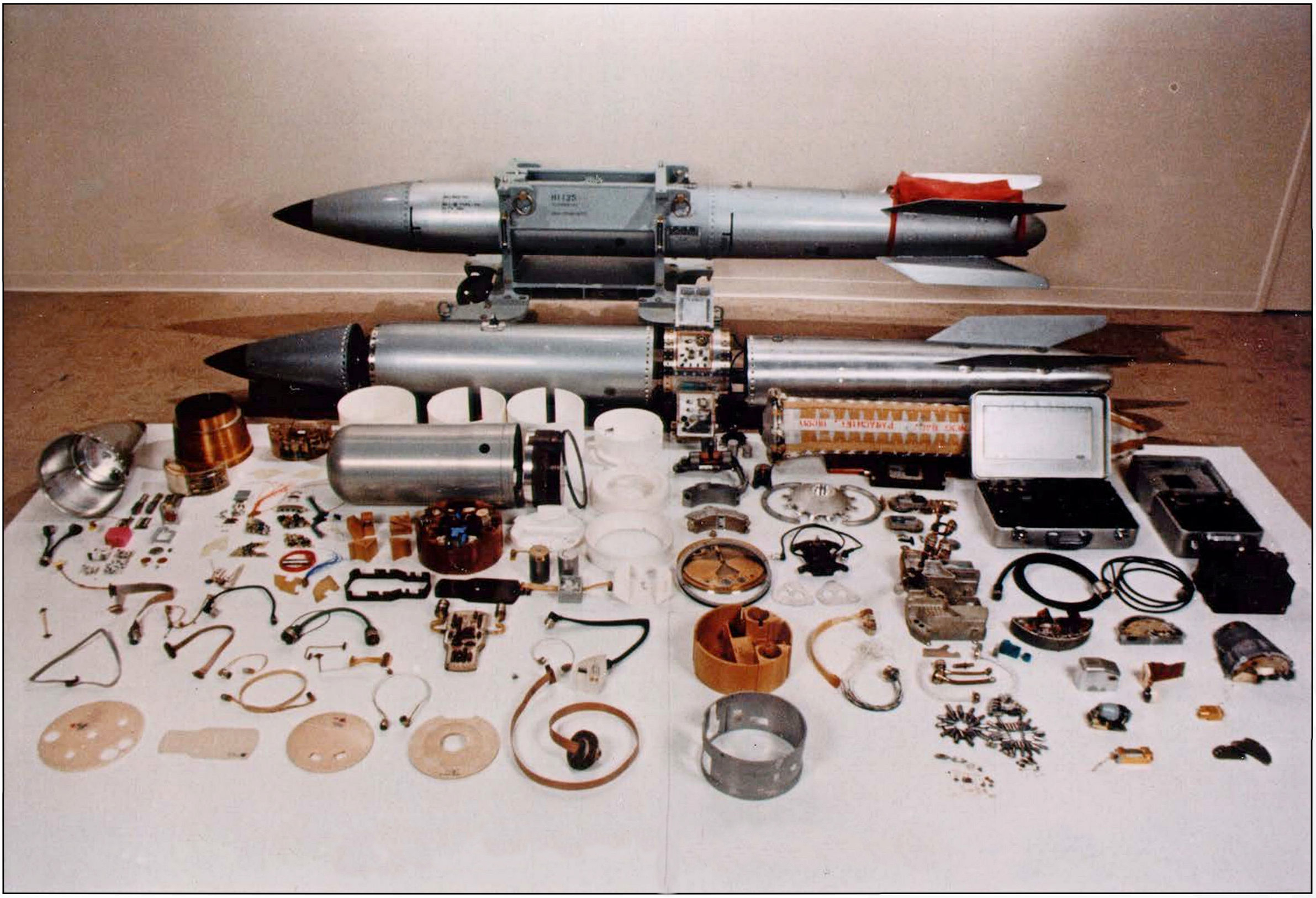
Une des premières utilisations des cyanoacrylates est allé à l'assemblage de bombes nucléaires. Ici une B61.

Les cyanoacrylates ont été rejetés comme irréalisables car ils étaient trop collants. Six ans plus tard, en 1951, Coover a été transféré à l'usine chimique de Kodak à Kingsport, Tennessee; une nouvelle expérimentation sur les monomères de cyanoacrylate visant à trouver un matériau de remplacement pour les verrières en plexiglas des avions supersoniques démontra (par sérendipité) que c'était un adhésif étonnant, qui ne nécessitait ni chaleur ni pression et qui réalisait une liaison permanente. Coover a fait breveter le produit en 1956 (US 2768109). Sa société a emballé le produit raffiné sous le nom de « Eastman 910 » et a commencé à le commercialiser en 1958. De 1956 à 2001, Mason & Hanger l'a utilisé à Pantex pour la confection des armes nucléaires,. Les cyanoacrylates collent tout, même la peau, c'est ce qui est apparu pendant la Guerre du Viêt Nam lorsque les chirurgiens de terrain ont commencé à vaporiser la substance modifiée « non toxique » sur des plaies ouvertes comme agent hémostatique topique; elle sera aussi utilisée en chirurgie pour joindre des veines et des artères, etc.,. Pour ses applications chirurgicales elle est aujourd'hui éclipsée par des solutions à action rapide et biologiquement neutres utilisant du chitosane ou du kaolin.
La notoriété publique est plus tard venue sous le nom de « Super Glue » par Loctite ou « Crazy glue » par Toagosei (en) en 1973-1974.

## XXIesiècle
En Allemagne, environ 1,5 million de tonnes d'adhésifs, de mastics et d'adhésifs de construction à base de ciment ainsi qu'un milliard de mètres carrés d'adhésifs liés au support (rubans adhésifs/films adhésifs) sont produits chaque année, ce qui représente un chiffre d'affaires total de 3,7 milliards d'euros. La valeur ajoutée générée par l'utilisation de la technologie adhésive est — calculée de manière prudente — bien supérieure à 360 milliards d'euros. Ce montant correspond à environ 50 % de la contribution de l'industrie manufacturière et de l'industrie de la construction au produit intérieur brut (PIB) allemand. Il y a donc environ 50 % des biens et services de construction produits en Allemagne liés aux adhésifs.
Une vision comparative de l'évolution du produit intérieur brut et de la croissance de l'industrie des adhésifs est intéressante. Au cours des dix dernières années, on peut clairement observer que l'industrie des adhésifs est également soumise aux cycles économiques globaux - bien qu'avec des taux de croissance moyens de 2,5 à 5 % au-dessus des taux de croissance du PIB.
Le volume du marché mondial des adhésifs pour 2016 est estimé à 49,5 milliards USD. Le papier et l'emballage étaient le plus grand segment d'application du marché des adhésifs et des mastics en 2015. Parmi les différentes technologies adhésives, les adhésifs à base d'eau constituaient le segment le plus important en termes de valeur et de volume en 2015. L'augmentation de la population et la demande croissante de biens de consommation dans plusieurs pays du monde sont un facteur clé qui continuera de stimuler la croissance de l'industrie des adhésifs dans les années à venir. Des pays comme la Chine, le Japon et l'Inde continueront de gagner en importance. Pour 2021, les ventes mondiales d'adhésifs et de mastics devraient atteindre 63 milliards de dollars.